# Visconde de Carcavelos
Visconde de Carcavelos é um título nobiliárquico criado por D. Luís I de Portugal, por Decreto de 2 de Outubro de 1879, em favor de Francisco de Campos de Azevedo Soares, depois 1.º Conde de Carcavelos.
Titulares
1. Francisco de Campos de Azevedo Soares, 1.º Visconde e 1.º Conde de Carcavelos;
2. Francisco de Campos de Castro de Azevedo Soares, 2.º Visconde e 2.º Conde de Carcavelos.